# Yvon-Roma Tassé
Pour les articles homonymes, voir Tassé (homonymie).
Yvon-Roma Tassé (1er octobre 1910-28 août 1998) est un ingénieur civil et homme politique fédéral du Québec.

## Biographie
Né à Saint-Gabriel-de-Brandon dans la région de Lanaudière, il fut impliqué en tant qu'ingénieur dans la possibilité pour les navires d'utiliser le fleuve Saint-Laurent durant l'hiver.
Élu député du Parti progressiste-conservateur du Canada dans la circonscription fédérale de Québec-Est en 1958, il avait précédemment tenté sa chance lors d'une élection partielle dans Québec-Sud en 1955, mais il fut défait par le libéral Francis Gavan Power. Sa carrière politique prit fin en 1962, alors qu'il fut délogé par le créditiste Jean-Robert Beaulé.
Il devient membre de l'Ordre du Canada en 1993.